# Windows Server 2012 R2
Pour les articles homonymes, voir Windows (homonymie).
 (septembre 2020).
Windows Server 2012 R2 est le système d'exploitation qui succède à Windows Server 2012, après le 18 octobre 2013.

## Nouveautés
- Tiering automatique : Storage Spaces stocke les fichiers les plus utilisés sur des medias plus rapides[3].
- Deduplication pour les fichiers : Réduit l'espace de stockage nécessaire pour les fichiers VHD en ne stockant qu'une unique fois les données identiques[3].
- Windows PowerShell v4 inclut désormais la fonction Desired State Configuration (DSC)
- Support Office 365 inclus (Essentials edition)
- L'interface utilisateur est modifiée pour ressembler à Windows 8.1, incluant le bouton démarrer[4].
- UEFI pour les machines virtuelles.
- Mise à jour des pilotes améliorés vers des pilotes matériels synthétiques pour minimiser l'obsolescence.
- Accélération du déploiement des VM (environ deux fois plus rapide)[5].
- Internet Information Services 8.5 : supporte l'écriture de journaux dans l'Observateur d'événements et la possibilité de tracer les entêtes (headers) des requêtes et des réponses. Pour améliorer la montée en charge, il est configuré avec plus de cent sites web, par défaut aucun d'entre eux ne sera démarré automatiquement. Une nouvelle option de configuration « Idle Worker Process Page-Out » a été ajoutée aux pools applications pour ordonner Windows et paginer le processus s'il est inactif pendant le temps défini par idle time-out period (par défaut, vingt minutes)[6].
- Server Message Block : Amélioration de la performance et de la journalisation des événements, support de Hyper-V Live Migration via SMB, gestion de la priorisation de bande passante et possibilité de retirer le support de SMB 1.0[7]
- Windows Deployment Services : Support de la gestion de WDS via PowerShell[8].
- Windows Defender est disponible dans une installation Server Core et est installé par défaut[9].
- IP Address Management (IPAM) : Améliorée pour supporter le Contrôle d'accès à base de rôles, permettant de définir finement les contrôles pour chaque utilisateur de voir ou modifier la configuration DHCP des réservations, scopes, blocs d'adresses IP, enregistrements DNS, etc. De plus, IPAM peut s'intégrer avec System Center Virtual Machine Manager 2012 R2 pour disposer d'une politique IP coordonnée des environnements physiques et virtuels. La base de données IPAM peut être stockée dans une instance SQL Server[10].
- Un nouveau paramètre de cache des politiques dans les Group Policy permet aux machines jointes au domaine de stocker une copie des politiques sur la machine cliente et, en fonction de la vitesse d'accès au contrôleur de domaine, l'utiliser au moment du démarrage, au lieu d'attendre de télécharger les politiques. Ceci peut améliorer les temps de démarrage des machines qui sont déconnectées du réseau de l'entreprise[11]. De nouvelles politiques ont été ajoutées pour couvrir les nouvelles fonctionnalités présentes dans Windows 8.1 et Internet Explorer 11, comme l'activation du support de SPDY/3, la configuration des start screen layouts et la détection des numéros de téléphones dans les pages web[12].
- Le support de TLS est étendu pour supporter la RFC 5077[13], Transport Layer Security (TLS) Session Resumption without Server-Side State, qui améliore les performances pour les connexions sécurisées par TLS de longue durée, qui nécessitent des reconnexions liées aux expirations de session.
- Le rôle Hyper-V et console de gestion d'Hyper-V sont ajoutés à Essentials Edition[14].
- Windows Server Update Services est rendu disponible dans Windows Server 2012 R2 Essentials edition[15].
- ReFS obtient le support de data streams supplémentaires ainsi que la correction d'erreurs automatisée dans les parity spaces[16].